# Kababina inferna
Espèce
Kababina inferna est une espèce d'araignées aranéomorphes de la famille des Stiphidiidae.

## Distribution
Cette espèce est endémique du Queensland en Australie. Elle se rencontre vers 500 m d'altitude sur le mont Bellenden Ker.

## Description
La carapace de la femelle holotype mesure 1,9 mm de long sur 1,3 mm de large, son abdomen 2,2 mm de long. La carapace du mâle paratype mesure 1,9 mm de long sur 1,4 mm de large, son abdomen 1,9 mm de long.

## Publication originale
- Davies, 1995 : A new spider genus (Araneae: Amaurobioidea: Amphinectidae) from the wet tropics of Australia. Memoirs of the Queensland Museum, vol. 38, p. 463-469 (texte intégral).